# Skruvpump
Skruvpump är en typ av pump som används för vätskor med hög viskositet eller mycket partiklar. Även slam med torrhalt upp till 30% kan pumpas.
Skruvpumpen fungerar så att en rotor snurrar genom en stator av gummi och bildar då undertryck genom att luftfickor öppnas och stängs. När den snurrar transporterar den vätskan i fickorna som bildas i rotorn. Vätskan färdas sedan vidare till pumphuset och pressas sedan ut genom utloppet.